# بلدية فاراكاياني
بلدية فاراكاياني هي بلدية في لاتفيا، بلغ عدد سكانها 3٬216  نسمة، في 2017، تبلغ مساحتها 279 كيلومتر مربع.

## التقسيمات الإدارية
- Murmastiene Parish [الإنجليزية]‏.